# Invisible (Skylar Grey)
Invisible è un singolo della cantante statunitense Skylar Grey, pubblicato nel 2011.

## Tracce
- Download digitale

1. Invisible – 4:12

- EP digitale (Remix)

1. Invisible (Dirty South Remix) – 6:21
2. Invisible (Whiiite & Flinch Remix) – 5:07
3. Invisible (John Dahlback Remix) – 5:55
4. Invisible (Kaskade Remix) – 7:00
5. Invisible (Mihell & Pinkfinger Remix) – 7:01
6. Invisible (Fred Falke Remix) – 3:48
7. Invisible (David Lynch Remix) – 4:18